# 1755
Cette page concerne l'année 1755  du calendrier grégorien. Pour l'année 1755 av. J.-C., voir 1755 av. J.-C.  Pour les articles homonymes, voir 1755 (homonymie).
L'année 1755 est une année commune qui commence un mercredi.

## Événements
- 13 février : à Java, les Hollandais imposent le traité de Giyanti par lequel le royaume de Mataram est divisé entre le roi et un de ses oncles[1].

- Mars : offensive chinoise contre le Khanat dzoungar[2].
- Mai : le chef birman Alaungpaya (Alompra) s'empare de la ville de Dagon qu'il renomme Rangoon et réunifie la Birmanie[3].
- 7 juin : tremblement de terre dans le nord de la Perse. Il fait 40 000 victimes[4].
- 26 juin : à la mort de Iyasou II[5], Yoas, le fils d’Ouèbi, épouse Galla du négus, encore enfant, est proclamé négus d’Éthiopie sur la haute tour du palais. Les Galla du Ouollo deviennent plus forts, surtout que la puissance des seigneurs du Qouara, parents de Méntouab, veuve de Bacaffa, et diminuée par d’autres chefs en voie de se rendre indépendants : le Choa, déjà séparé de l’empire, le Lasta sous les descendants des rois Zagoué, Ras Micaél dans le Tigré, qui obtient pour son fils, puis pour lui, d’épouser des princesses filles de Méntouab et conquiert le Lasta, soi-disant pour le compte du souverain[6].
- 2 juillet : la Dynastie Qing défait le Khanat dzoungar à Gulja (actuelle Ili dans le Xinjiang)[2].

- Ali-Bey est nommé bey d’Égypte puis cheikh al-balad en 1760. Il rompt avec le pouvoir ottoman de Constantinople (1769), puis fait la conquête de la Haute-Égypte, de la Syrie et de La Mecque (fin en 1772)[7].

- À la mort de Biton Coulibaly succède une période d’anarchie pendant le règne de son fils Denkoro, qui devient roi de Ségou (fin en 1757)[8].
- Épidémie de variole en Afrique du Sud[9].

### Amérique
- 20 février : le général Edward Braddock prend le commandement des forces britanniques en Virginie[10].
- 4-16 juin : victoire britannique sur la France à la bataille de Fort Beauséjour[11].
- 6 juin, Brésil : fondation de la Compagnie générale de commerce de Maranhão e Grão Pará. Elle reçoit le monopole du commerce du coton de la région. Elle est supprimée en 1777[12]. L'esclavage des Indiens est aboli par décret[13], remplacé par une main d'œuvre servile en provenance de l'Angola, autre colonie portugaise des côtes africaines. Jusqu'en 1850, la traite des esclaves noirs, va toucher près de trois millions et demi d'êtres humains, qui seront arrachés du continent africain pour être asservis et vendus aux planteurs brésiliens.

- 10 juin : deux vaisseaux français sont capturés par les Britanniques près de Terre-Neuve[14].

- 9 juillet : bataille de la Monongahela[10]. Les Britanniques sous le commandement du général Edward Braddock tentent de chasser les Français de Fort Duquesne en Pennsylvanie. Braddock est mortellement blessé (il succombe le 13) et son armée est mise en déroute[15].
- 10 juillet : Pierre Rigaud de Vaudreuil devient gouverneur de la Nouvelle-France[16].

- 11 août : grand Dérangement des Acadiens de la région de Beaubassin, rassemblés à Fort Cumberland[17].

- 3 septembre : victoire des Acadiens résistant à la déportation par la Grande-Bretagne à la bataille de Petitcoudiac[18].
- 5 septembre : grand Dérangement à Grand-Pré et à Pisiguit ; six à sept mille Acadiens, soit la moitié de la population, sont expulsés à l'automne vers les colonies du Massachusetts et de Géorgie[17].
- 8 septembre : victoire britannique sur la France à la bataille du Lac George[19].
- 10 novembre : Agustín de Ahumada y Villalón prend ses fonctions de vice-roi de Nouvelle-Espagne (fin en 1760)[20].

- Caraïbes : saisie, sans déclaration de guerre, de navires français par les Britanniques. Début de la grande guerre de l’Empire (1755-1763) entre la France et la Grande-Bretagne (guerre de Sept Ans)[21].

### Europe

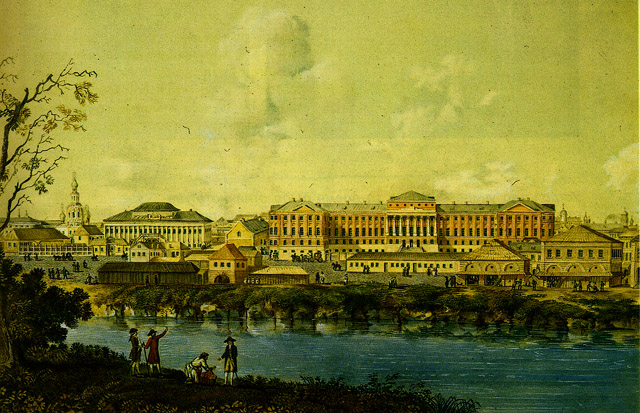
L'université de Moscou en 1798

1er novembre séisme de Lisbonne, une catastrophe qui fait entre 50 000 et 70 000 morts1 parmi les 275 000 habitants de Lisbonne.
- 24 janvier (11 janvier du calendrier julien) : oukase de fondation de l’université de Moscou, créée à l'instigation de Mikhaïl Lomonossov et Ivan Chouvalov (droit, philosophie et médecine)[22].
- 25 janvier : révolte des Grenzers (colons serbes des confins militaires) de Križevci. Huit officiers qui s'efforçaient de rétablir l'ordre sont massacrés[23]. Agitation paysanne contre les seigneurs en Slavonie.

- 10 avril : le Sénat russe examine le projet de nouveau code des lois, rédigé par une commission pour la modernisation des lois depuis le 23 septembre 1754. Après l'approbation du Sénat, l'impératrice Élisabeth refuse de signer les textes le 28 juillet[24].

- 10 juin : la Grande-Bretagne reprend la guerre maritime contre la France. L’amiral Boscawen intercepte au large du Canada un petit convoi qu’il canonne[14]. Au cours de l’été, les Britanniques saisissent 300 navires de commerce français avec 8000 hommes d’équipage. Cette perte en tonnage et en hommes porte un coup très dur à la flotte française. La France, qui possède 45 vaisseaux de ligne, ne peut en armer que 30 faute de matériel et d’équipage.
- 17 juin : James Cook s’engage dans la marine royale britannique[25].

- 14 juillet : le patriote corse Pasquale Paoli, révolté contre Gênes, est proclamé général en chef de la Nation Corse au couvent Saint-Antoine de Casabianca. Il crée la Constitution corse, la première Constitution écrite selon les principes des Lumières accordant pour la première fois le droit de vote des femmes. Il fait de la Corse un État indépendant (fin en 1769)[26].
- 25-26 juillet : l'aventurier italien Giacomo Casanova est arrêté à Venise pour sorcellerie[27].

- 30 septembre : convention russo-britannique signée à Saint-Pétersbourg prévoyant l’envoi en Prusse-Orientale d’un corps de 50 000 Russes, entretenus par les Britanniques, en cas de guerre entre la Prusse et la Grande-Bretagne. La Grande-Bretagne s’assure l’alliance russe pour protéger le Hanovre de la menace prussienne[28].

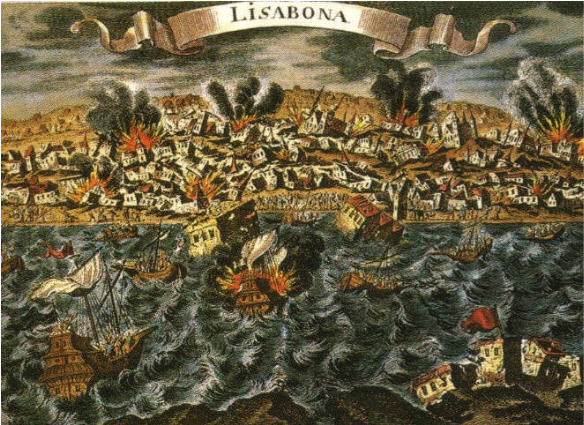
: tremblement de terre de Lisbonne au Portugal, un des plus puissants de l'histoire : 6 minutes, 9000 bâtiments détruits, 100000 morts.

- 1er novembre : un tremblement de terre suivi d’un violent tsunami détruit Lisbonne. Les contemporains estiment que le nombre des victimes était compris entre 10 000 et 100 000, sur une population estimée à 150 000 à 250 000 habitants[29]. Sur 20 000 maisons, 3 000 seulement restent habitables ; sur 56 églises, cinq peuvent être réutilisées. À cette occasion, le ministre Pombal révèle son énergie et son esprit de décision. Devant les risques d’épidémie, il fait jeter les cadavres à la mer. Il prend des mesures énergiques contre les pillards, force la population à rester sur place, en assurant l’approvisionnement et en obligeant le clergé à assurer le culte. Les jésuites portugais expliquent le malheur par l’impiété des hommes, et entretiennent un climat de ferveur fanatique dans les semaines suivant la catastrophe. Pombal sévit contre les plus exaltés, comme le père Malagrida, exilé à Setúbal, qui fulminait contre les impies projetant la reconstruction de la ville.

- 4 décembre : un mois après la catastrophe, l’ingénieur militaire Manuel da Maia, chargé de proposer des solutions en vue de la reconstruction de Lisbonne, choisit de raser les décombres du quartier de la ville basse (Baixa), le plus touché, pour le reconstruire entièrement selon les plans de l’architecte Eugénio dos Santos[30].
- 21 décembre : Louis XV adresse un ultimatum à la Grande-Bretagne pour que ses navires et marins lui soient restitués. Il menace de déclarer la guerre[31].
- 30 décembre : réformes dans le Milanais autrichien. Établissement de la Ferme générale et d’un cadastre sur toutes les propriétés soumises à l’impôt direct (Pompeo Neri (it))[32]. Uniformisation de l’administration communale (1755) et provinciale (1756 et 1758).

- Charles VII de Naples commence à agir en souverain indépendant et renforce la place du Toscan Bernardo Tanucci, secrétaire d’État à la justice, qui obtient les Affaires étrangères et la Maison du roi[33]. Celui-ci se consacre à des réformes juridiques et à la lutte contre l’Église, mais reste un catholique convaincu, hostile aux Lumières.
- Pierre Chouvalov, nommé grand maître de l’Artillerie, entreprend une modernisation de l’armement en Russie[34].
- Stanislas Poniatowski devient l’amant de la grande-duchesse Sophie, future Catherine II de Russie[35].

## Climat et environnement
Cette année là — et durant les 20 ans qui ont suivi — les documents d'archive montrent qu'aux Îles Féroé, les chasses traditionnelles de masse à la baleine (au globicéphale principalement ; chasse dénommée Grindadráp) n'ont pu avoir lieu, alors qu'habituellement, plusieurs centaines de ces animaux étaient chaque année poussés à s'échouer au fond de fjords peu profonds pour être tués et partagés au sein de la communauté des iliens. Un déclin puis l'absence de la présence de cétacés dans cette région a été constaté par les iliens à partir de la décennie 1730, possiblement en lien avec la survenue du petit âge glaciaire, un refroidissement climatique surtout localisée sur l'Atlantique nord entre le début du XIVe et la fin du XIXe siècle. Une reprise des chasses laisse penser que les migrations de globicéphales ont progressivement repris dans la région à partir des années 1770 pour retrouver leur niveau antérieur dans les années 1830,.

## Naissances en 1755
- 20 janvier : André-Marie Ampère, mathématicien, physicien, chimiste et philosophe français  († 10 juin 1836).
- 28 janvier : Samuel Thomas Sömmerring, physicien et biologiste allemand († 2 mars 1830).

- 3 février : Florido Tomeoni, compositeur et auteur dramatique Italien († 11 juillet 1820).
- 11 février : Nicolas Antoine Taunay, peintre français († 20 mars 1830).
- 13 février : Philibert-Louis Debucourt, peintre et graveur français († 22 septembre 1832).
- 15 février : Jean-Nicolas Corvisart, médecin français († 18 septembre 1821).
- 23 février : Jean Suau, peintre d'histoire français († 1841).

- 6 mars : Jean-Pierre Claris de Florian, auteur dramatique, romancier, poète et fabuliste français († 13 septembre 1794).
- 31 mars : Marc-Jean Achard-Lavort prêtre réfractaire († 3 décembre 1798).

- 2 avril : Jean Anthelme Brillat-Savarin, gastronome français († 2 février 1826).
- 10 avril : Samuel Hahnemann, fondateur allemand de l'homéopathie († 2 juillet 1843).
- 16 avril : Élisabeth Vigée-Lebrun, peintre français († 30 mars 1842).

- 6 mai : Johann Stadler, clarinettiste autrichien († 2 mai 1804).

- 15 juin : Antoine-François Fourcroy, chimiste français († 16 décembre 1809).
- 24 juin : Jean-Baptiste Cloots, révolutionnaire français d'origine hollandaise († 24 mars 1794).
- 27 juin : Edward Cooke, homme politique et pamphlétaire britannique († 19 mars 1820).
- 30 juin : Paul Barras, homme politique français († 29 janvier 1829).

- 3 juillet : Lazare Bruandet, peintre français († 26 mars 1804).

- 4 août : Rodrigo de Sousa Coutinho, homme politique brésilien († 26 janvier 1812).
- 29 août : Jean Henri Dombrowski, général polonais de la Révolution française († 6 juillet 1818).

- 2 septembre : Michel Ordener, général de division et comte-sénateur († 30 août 1811).
- 8 septembre : James Graham, 3e duc de Montrose, noble et homme politique britannique  († 30 décembre 1836).
- 18 septembre : Tomás Antônio de Vila Nova Portugal, magistrat et homme politique brésilien († 16 mai 1839).
- 24 septembre : John Marshall, juriste et homme politique américain († 6 juillet 1835).

- 3 octobre : Claude-François Duprès, général de brigade français dans les armées de la Révolution et de l'Empire († 21 juillet 1808).
- 21 octobre : Antoine Quatremère de Quincy, écrivain, philosophe, archéologue, critique d'art et homme politique français († 28 décembre 1849).
- 24 octobre : Thomas Riboud, magistrat et homme politique français († 6 août 1835).
- 28 octobre :
  - Jacques-Julien Houtou de La Billardière, botaniste français († 8 janvier 1834).
  - Piotr Meller-Zakomelsky, ministre de la Guerre de Russie († 9 juin 1823).

- Novembre : Stanisław Kostka Potocki, noble, homme politique et écrivain polonais († 14 septembre 1821).
- 2 novembre : Marie-Antoinette, reine de France († 16 octobre 1793).
- 6 novembre : Stanisław Staszic, homme d'État, géologue, poète écrivain et philosophe polonais († 20 janvier 1826).
- 11 novembre : Martín de Álzaga, homme d’affaires et homme politique espagnol († 6 juillet 1812).
- 17 novembre : Louis XVIII, roi de France († 16 septembre 1824).
- 21 novembre : Mateo Albéniz, prêtre et compositeur espagnol († 23 juin 1831).

- 28 décembre : Jean-François Garneray, peintre français († 11 juin 1837).

- Date précise inconnue :
  - Philippe Jean, peintre, portraitiste et miniaturiste jersiais  († 1802).
  - Giovanni Battista Lusieri, peintre paysagiste italien († 1821).

- Vers 1755 :
- Giuseppe Pirovani, peintre italien de la période néoclassique († vers 1835).

## Décès en 1755
- 6 janvier : Angelo Maria Quirini, cardinal et bénédictin italien (° 30 mars 1680).
- 13 janvier : Pietro Domenico Olivero, peintre italien (° 1er août 1679).
- 25 janvier : Pietro Anderlini, peintre italien (° 1687).
- 29 janvier : Jean-Marie-Joseph Ingres, sculpteur, peintre et décorateur d'intérieur français († 14 mars 1814).

- 10 février : Montesquieu, philosophe et  moraliste français (° 18 janvier 1689).
- 11 février : Francesco Scipione, marquis de Maffei, écrivain érudit italien (° 1er juin 1675).

- 2 mars : Louis de Rouvroy, duc de Saint-Simon, écrivain français, célèbre pour ses Mémoires (° 16 janvier 1675).
- 6 mars : Pier Leone Ghezzi, peintre et caricaturiste italien (° 28 juin 1674).

- 30 avril :
  - Jean-Baptiste Oudry, peintre et graveur français (° 17 mars 1686).
  - Zhang Tingyu, homme politique et historien chinois (° 29 octobre 1672).

- 20 mai : Johann Georg Gmelin, botaniste et chimiste allemand (° 10 août 1709).
- 25 mai : Gustavus Hesselius, peintre né en Suède qui émigra en Amérique (° 1682).
- 26 mai : Louis Mandrin, contrebandier français (° 11 février 1725).

- 28 octobre : Joseph Bodin de Boismortier, compositeur français (° 23 décembre 1689).

- 1er novembre : Pierre Barrère, naturaliste et médecin français (° vers 1690).

- Date précise inconnue :
  - Jacopo Nani, peintre du baroque tardif (rococo) italien (° 1698).
  - Odoardo Vicinelli, peintre italien de la période du rococo de l'école florentine (° 1684).